# 上野原郵便局
上野原郵便局（うえのはらゆうびんきょく）は山梨県上野原市にある郵便局。民営化前の分類では集配普通郵便局であった。

## 概要
住所：〒409-0199 山梨県上野原市上野原1070

## 沿革
- 1872年8月4日（明治5年7月1日） - 上野原郵便取扱所として開設[1]。
- 1875年（明治8年）1月1日 - 上野原郵便局（五等）となる。
- 1883年（明治16年）6月1日 - 為替・貯金取扱を開始。
- 1891年（明治24年）11月16日 - 上野原郵便電信局となる。
- 1903年（明治36年）4月1日 - 通信官署官制の施行に伴い上野原郵便局となる。
- 1967年（昭和42年）6月25日 - 電話交換、和文電報配達、欧文電報受付・配達、国際電報受付・配達の各業務を、上野原電報電話局に移管[2]。
- 1985年（昭和60年）9月30日 - 四方津（しおつ）郵便局から集配業務を移管。
- 1998年（平成10年）11月2日 - 上野原1070に新築移転[3]。
- 2002年（平成14年）8月1日 - 特定郵便局から普通郵便局に局種別改定。
- 2004年（平成16年）3月22日 - 西原（さいはら）郵便局から集配業務の一部[4]を移管[5]。
- 2006年（平成18年）10月16日 - 秋山郵便局から「401-02xx」区域の集配業務を移管[6]。
- 2006年（平成18年）10月30日 - 鳥沢郵便局および猿橋郵便局からそれぞれ「409-05xx」「409-06xx」の集配業務を移管[7]。
- 2007年（平成19年）10月1日 - 民営化に伴い、併設された郵便事業上野原支店に一部業務を移管。
- 2012年（平成24年）10月1日 - 日本郵便株式会社発足に伴い、郵便事業上野原支店を上野原郵便局に統合。
- 2015年（平成27年）5月18日 - 丹波山郵便局から「409-03xx」「409-02xx」区域の集配業務を移管。

## 取扱内容
- 郵便、印紙、ゆうパック、内容証明
- 貯金、為替、振替、振込、国際送金、国債、投資信託
- 生命保険、バイク自賠責保険、自動車保険、がん保険、引受条件緩和型医療保険
- ゆうちょ銀行ATM
- 「409-01xx」「401-02xx」（上野原市の全域、北都留郡小菅村（1 - 663番地））、「409-03xx」「409-0211」（北都留郡丹波山村の全域、小菅村（664番地以上））、「409-05xx」「409-06xx」区域（大月市（猿橋、富浜、七保、梁川の各地区））の集配業務
- ゆうゆう窓口

## 周辺
上野原市街の東寄りに位置する。
- 上野原工業団地
- 浅間神社
- 境川、桂川

## アクセス
- JR中央本線 上野原駅から北東へ約800m（徒歩約15分）
- 富士急バス 佐野川入口停留所、新町停留所下車
- 中央自動車道 上野原ICから北東へ約900m
- 国道20号、山梨県道520号吉野上野原停車場線沿い
- 駐車場あり：9台